# Орловский централ
Орло́вский центра́л (ФКУ СИЗО-1 УФСИН России по Орловской области) — одна из крупнейших каторжных тюрем царской России, впоследствии тюрьма Советской России и современной России (302040, г. Орёл, ул. Красноармейская (бывшая Казарменная), дом 10).

## История
Орловская губернская тюрьма существовала с 1779 года. Первоначально она размещалась в Орловском тюремном замке. Его здание после Великой Отечественной войны было сильно повреждено и окончательно снесено в 1960-е, а территорию передали городскому саду.
Нынешнее здание тюрьмы является одним из старейших зданий города. Оно практически не подвергалось перестройкам и не меняло своего предназначения (место содержания заключенных) с момента своего основания в 1840 году: изначально — как арестантская рота, которая затем выросла до исправительного арестантского отделения к началу 1870 года.
После проигрыша в русско-японской войне Россия уступила Японии южную часть Сахалина, где размещались основные каторжные тюрьмы. В Сибири не хватало тюрем для заключенных. Встал вопрос о строительстве каторжных тюрем в центральной России. В 1908 году на базе орловских арестантских рот и губернской тюрьмы был построен Орловский каторжный централ — первый и самый крупный на территории европейской части России.
Главный корпус был рассчитан на 734 человека, «крепостной» корпус для усиленного содержания — на 117 человек, одиночный корпус для содержания в карантине вновь прибывших — на 184 человека, новый корпус — на 218 человека, а также тюремная больница вмещала 70 арестантов. Общее число заключенных доходило до 1400 человек.
До 20 % составляли политзаключенные, содержавшиеся вместе с уголовными. Мастерские Орловского централа снабжали все тюрьмы России ножными кандалами и наручными цепями.
Орловский централ отличался невероятно жестокими условиями содержания, которые приводили к массовым заболеваниям, высокой смертности и самоубийствам каторжан. Согласно архивным документам, с 1908 по октябрь 1912 года в Орловской каторжной тюрьме умерли 437 арестантов — в среднем по два человека в неделю. Уголовники в этот период составляли 70 % от общего количества заключенных. Ф. Э. Дзержинский был одним из известных заключенных Орловского централа с 1914 по 1916 год. Его камера была уничтожена во время Великой Отечественной войны, но в послевоенное время была восстановлена в первоначальной обстановке с цепями и кандалами как музейный экспонат. Дзержинский сообщал в своём письме на волю:

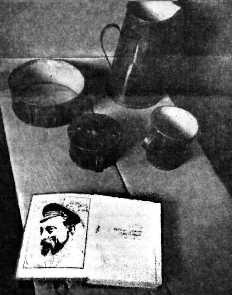
Камера Ф. Э. Дзержинского в Орловском централе

«То, что вам известно стало насчёт наших условий, всё это правда. Эти условия попросту невозможны. Последствиями их является то, что каждый день кого-нибудь вывозят отсюда… в гробу. Из нашей категории (политических) умерло уже 5 человек в течение последних 6 недель — все от чахотки».
9 августа 1910 года в Орловском централе произошёл бунт, в результате которого был убит садист-надзиратель Ветров и несколько надзирателей было ранено. Против 13 каторжан возбудили уголовное дело, которое рассматривал военный суд. Их обвиняли в попытке массового побега, в совершении убийства и ранений надзирателей. Однако суд признал их невиновными в подготовке побега. 
После этого начальником централа стал назначен бывший начальник Владимирского централа Синайский. При нём уже не было открытых истязаний заключённых при «приёмке», но он применял в качестве наказаний порку розгами и заключение в карцер на длительные сроки.
20 июля 1912 года в централ прибыли 14 политзаключённых из Шлиссельбургской крепости. Один из них отказался раздеваться при «приёмке», потом другой стал насмехаться над надзирателем, третий позволил себе рассмеяться. В ответ все шлиссельбуржцы подверглись жестоким избиениям. К ним применили «вязку петушком» или «уткой», когда руки и ноги человека, лежащего на животе, связываются в один узел над спиной. В ответ заключенные объявили массовую голодовку, в которой поначалу приняли участие 50 человек. Постепенно число голодающих уменьшилось до четырёх. Тюремщики стали их принудительно кормить и на 17-е сутки голодовка закончилась. Она принесла некоторое облегчение режима — прекратились ежедневные истязания заключенных, тюремщики согласились на общие прогулки политкаторжан. 
Бунт заключённых централа, судебный процесс в связи с ним, голодовка вызвали широкие протесты как в самой России, так и за рубежом, широко освещались в печати и стали предметом запроса депутатов Государственной Думы.
Февральская революция 1917 года временно приостановила существование Орловского централа. В течение трех дней из тюрьмы были группами освобождены все политические заключенные.
После Октябрьской революции в зданиях бывшего Орловского централа наряду с уголовниками содержались жертвы сталинских репрессий. В 1926 году были арестованы и расстреляны лица из числа дореволюционного персонала — бывший доктор тюремной больницы Рыхленский, бывшие тюремщики фон Кубе, Мацевич, Бывших, Синайский, Симашко-Солодовников; старшие надзиратели Новченко, Жернов и другие.
11 сентября 1941 года, за несколько недель до оккупации Орла немецкими войсками, по личному приказу И. В. Сталина там был произведён массовый расстрел политзаключенных. В числе 157 видных партийных и государственных деятелей и учёных войсками НКВД были расстреляны: А. Ю. Айхенвальд, В. В. Карпенко, осуждённые на Третьем Московском процессе Х. Г. Раковский, П. П. Бессонов и Д. Д. Плетнёв, большевик — деятель оппозиции П. Г. Петровский, лидеры эсеров Мария Спиридонова, И. А. Майоров, А. А. Измайлович, жены «врагов народа» — Ольга Каменева (жена Л.Каменева и сестра Л.Троцкого), жены Я. Б. Гамарника, маршала А. И. Егорова, А. И. Корка, И. П. Уборевича, астроном Б. В. Нумеров, В. А. Чайкин, Ольга Окуджава — тетя знаменитого барда, в память о которой он написал стихотворение «Тетя Оля, ты — уже история» и другие. В память о жертвах политических репрессий, содержавшихся и расстрелянных здесь с 1920-го по 1950-й годы, на стене тюрьмы установлена мемориальная доска. Также в память о казни 11 сентября на выезде из города в Медведевском лесу (где был произведен расстрел) установлен памятник жертвам политических репрессий.
Во время самой оккупации, с октября 1941 года по июнь 1943 года, оккупационными властями нацистской Германии там был образован концентрационный лагерь. В нём расстреливали партизан и подпольщиков Орловщины.
В октябре 1941 года тюремный корпус, в котором находился Дзержинский был взорван немцами и все экспонаты уничтожены.
После окончания войны тюремный корпус восстановлен по старому плану, восстановлена и камера, в которой содержался Дзержинский.
В настоящее время в зданиях бывшего Орловского централа расположен следственный изолятор № 1 (СИЗО-57/1) государственного учреждения управления исполнения наказаний Министерства юстиции Российской Федерации по Орловской области и тюремный госпиталь для больных туберкулезом.
Есть версия, что некоторое время в Орловском централе в строжайшей тайне содержался Нестор Махно.

## Орловский концлагерь
В здании орловской тюрьмы весь период оккупации г. Орла немцами с октября 1941 года по август 1943 года размещался лагерь военнопленных, именовавшийся немцами «Сборный пункт №20». Численность лагеря достигала примерно 10000 человек, все они размещались в пяти корпусах здания тюрьмы, по 50-80 человек в камере площадью 20-25 кв. метров. Помещение не отапливалось, отсутствовала питьевая вода, была невероятная скученность, плохое питание (200 г. хлеба с опилками и 1 литр супа из прелой сои и гнилой муки). Имелась большая смертность. В камерах ежедневно умирало по 5-6 человек, а всего от голодной смерти умерло более 3000 человек. Некоторых военнопленных и активистов из гражданского населения помещали в первый корпус, который заключенные называли «Блоком смерти». Здесь их немцы морили голодом и расстреливали группами по 5-6 человек по расписанию: по вторникам и пятницам. Как установлено чрезвычайной комиссией, на территории лагеря и за его стенами было расстреляно и похоронено более 5000 человек. Большинство военнопленных использовались на работах по ремонту и строительству аэродромов и дорог, по погрузке и разгрузке железнодорожного транспорта.